# Ridouane Es Saadi
Ridouane Es Saadi (Beni Brahim, 25 oktober 1976) is een gewezen Belgische atleet, die gespecialiseerd was in middellange afstand en de korte cross. Hij werd zesmaal Belgisch kampioen in drie verschillende disciplines.

## Loopbaan
Es Saadi, van Marokkaanse oorsprong, kwam op zijn tweede in Diest wonen, waar hij zich aansloot bij de plaatselijke atletiekclub DAK. Zijn eerste succes bij de senioren boekte Es Saadi, die ondertussen overgestapt was naar DCLA, afdeling Halen, in 2002 met het winnen van de nationale titel in het veldlopen op de korte cross en de 3000 m indoor. Een jaar later prolongeerde hij beide titels. Eind 2003 kreeg hij een profcontract bij Atletiek Vlaanderen. In 2004 behaalde hij een derde titel op de cross en op de 1500 m een eerste titel op de piste. Hij won ook tweemaal de CrossCup.
Es Saadi nam ook viermaal deel aan de wereldkampioenschappen veldlopen op de korte cross, met een 24e plaats als beste resultaat.
Es Saadi werd in 2004 voor zes maanden geschorst omdat tijdens een stage groeihormonen gevonden werden op zijn kamer. Begin 2006 werd hij betrapt op het gebruik van methadon. Hij werd hiervoor door de Vlaamse dopingcommissie vrijgesproken, maar de IAAF ging hiertegen in beroep. Daar werd hij door het TAS levenslang geschorst.
Es Saadi stopte daarna met atletiek. Hij is kinesist.

## Belgische kampioenschappen
| Onderdeel               | Jaar             |
| ----------------------- | ---------------- |
| veldlopen (korte cross) | 2002, 2003, 2004 |
| 3000 m (indoor)         | 2002, 2003       |
| 1500 m                  | 2004             |

## Persoonlijke records
| Onderdeel       | Prestatie | Datum            | Plaats             |
| --------------- | --------- | ---------------- | ------------------ |
| 1500 m          | 3.38,47   | 2 augustus 2003  | Heusden-Zolder     |
| 1 Eng. mijl     | 4.00,53   | 24 augustus 2002 | Naimette-Xhovémont |
| 3000 m          | 7.50,14   | 16 augustus 2003 | Oordegem           |
| 3000 m (indoor) | 8.09,19   | 9 februari 2003  | Gent               |
| 5000 m          | 13.24,54  | 31 mei 2004      | Hengelo            |

## Palmares

### 1500 m
- 2004:  BK AC – 4.01,04

### 3000 m (indoor)
- 2002:  BK AC - 8.12,29
- 2003:  BK AC – 8.08,40

### veldlopen
- 2001: 96e WK korte cross in Oostende
- 2002:  BK AC (korte cross)
- 2002: 58e WK korte cross in Dublin
- 2003:  BK AC (korte cross)
- 2003: 81e WK korte cross in Lausanne
- 2004:  BK AC (korte cross)
- 2004: 24e WK korte cross in Brussel